# Vilhelm Järnarm
Vilhelm Järnarm var en normandisk adelsman av huset Hauteville  som tjänade som legosoldat i Italien innan han blev hertig av Apulien. Han inledde sin militära bana i Italien kring år 1035 under normandern Rainulf kommando som då styrde över Aversa i södra Italien. Han kom sedermera även att delta i en bysantinsk expedition till Sicilien där han fick tillnamnet Järnarm efter att ha dödat emiren av Syrakusa. Han kom dock att återvända till det italienska fastlandet efter ett gräl om fördelningen av bytet efter Syrakusas fall och kom där att deltaga i ett uppror mot bysantinarna. Efter lyckade strider kom han sedermera att bli vald till greve år 1042 och inneha denna titel fram till sin död år 1046 då han efterträddes av sin bror Drago.